# Tomáš Rosický
Tomáš Rosický (Prága, 1980. október 4. –) cseh válogatott labdarúgó. Aktív pályafutása során a Sparta Praha, a Borussia Dortmund valamint az Arsenal csapataiban szerepelt. Jelenleg a Sparta Praha sportigazgatója.
Hazája válogatottjának kerettagjaként három alkalommal szerepelt Európa Bajnokságon (2004, 2012, 2016) – utóbbi két kontinens viadalon már a csapatkapitánya volt a csapatnak. Valamint a cseh keret tagja volt a 2006-os VB-n is.
Három alkalommal választották meg az év cseh labdarúgójának (2001, 2002, 2006).

## Életpályája
Jelenleg Csehországban játszik, az AC Sparta Praha együttesében, ahol az együttes irányítójaként szerepel.

## Karrierjének kezdete
Igazi focistacsaládban született: édesapja, Jiří, és a testvére, a fiatalabbik Jiří is fociból keresi a kenyerét. 1986-ban a CKD Kompresory igazolta le, majd 1988-ban testvérével együtt került a Sparta Praha egyesületéhez.

## A Sparta Prahában
A cseh klub különböző korosztályos csapataiban játszott, mikor már a nemzetközi porondon is bemutatkozott. A szurkolók véznának tartották, de ennek ellenére háromszor szerepelt a felnőtt csapatban, így az 1998-99-es szezonban bajnoknak mondhatta magát. Furcsa módon apjuk anno Tomáš bátyját, Jiřít vitte a klubhoz próbajátékra, aki természetesen meg is felelt az elvárásoknak, de csak azzal a feltétellel vállalta a szerződés aláírását, ha öccsét is viheti magával - így a vezetőknek muszáj volt leigazolniuk a legifjabb Rosickýt is.  A következő évben a Spartah Prahában öt góllal segítette a klubot, és olyan jól játszott hogy az év cseh fiatal játékosának megválasztották. A következő évben a Bajnokok Ligájában az Arsenal FC-nek lőtt gólt.

## Dortmundban
A Sparta Praha a téli átigazolási szezonban nem tudta megtartani őt, aláírt az élénken érdeklődő német Dortmund csapatához. A 2000-es szezonban az írek ellen mutatkozott be a válogatottban, és az Európa-bajnokságon is játszhatott. Tomáš édesanyjával közösen ment Németországba, s a lapok azt mondták róla, hogy olyan az arca mint egy kisfiúnak, és  véletlenül a nagyobbak ruháit adták rá; a Dortmund fanok pedig elnevezték rántott húsnak, mert olyan sovány volt mint egy hús… Később játéka miatt kapott új becenevet, cselei, passzai, rúgásai miatt annyira megszerették a drukkerek, hogy a futball Mozartjának nevezték el. A Dortmunddal nagy sikereket ért el kezdetben: megnyerték a  Bundesligát, döntőt játszottak az UEFA-kupában. Fejlődő teljesítményének köszönhetően élénkült a külföldi érdeklődés is Tomáš iránt: a Chelsea FC 2004-ben 30 millió eurót kínált érte, ám Matthias Sammer a nyár elején semmiképpen nem akarta eladni karmesterét. Később bejelentkezett a Barcelona is, de ők végül Decót választották, majd a Juventus is megsokallta Rosický árát. Pedig Rosicky nagyon szerette volna követni barátját, Pavel Nedvedet: „Mielőtt eljöttem az Eb-re, kértem a Dortmund vezetőit hogy a nyáron adjanak el. Pavel sok szépet mesélt a Juventusról, minden vágyam hogy Olaszországba igazoljak.”

## Az Arsenalban
A legjobb szerződést ajánló csapat az Arsenal volt, Rosicky nem egyszer nyilatkozta azt, hogy Thierry Henry játék stílusát remeknek tartja, és szívesen játszana a klasszis csatár mögött az észak-londoni klubban, de a  téli átigazolási szezonban, az „Ágyúsok” Emmanuel Adebayort, az afrikai csatárt szerződtették le. Öt és fél évet töltött a németeknél, egy híján 150 mérkőzésen játszott, és 19-szer volt eredményes. Amíg tudott, próbált hű lenni a csapathoz, de egy idő után elszánta magát, eleinte úgy tűnt hogy az Atlético Madrid játékosa lesz, de végül az Arsenal-nál kötött ki. Az Arsenal FC csaknem 7 millió fontot fizetett a játékosért. Az első idényben csapatával nem nyert semmit, igaz szerzett egy Ligakupa ezüstérmet, a BL-ben nyolcaddöntőig jutottak, és ha a Liverpoolnak nem jobb kettővek a gólkülönbsége, akkor az Arsenal megszerezhette volna a bronzérmet a Premier Leagueban. A BL-ben a Hamburg ellen lőtt egy bombagólt, a Liverpool elleni 3–1-re végződő meccsen két gólt, a Ligakupában a Tottenham ellen egy fél gólt, és a bajnokságban a Manchester City, azutáni meccsen a Bolton ellen kettőt. A Robert Pirès utódjaként emlegetett Tomáš Rosický első gólját a Porstmouth ellen szerezte a 2007–2008-as idényben. Egy kisebb sérülés miatt nem játszhatott egy ideig.

## A válogatottban
A 2004-es labdarúgó-Európa-bajnokságról bronzérmesként tért haza, a 2006-os vb-selejtezőin hét gólt lőtt, s a remek cseh válogatott nagy reményekkel utazott a tornára. Ám végül is nem sok oka volt a vidámkodásra a Brückner-legénységnek, hiszen már a csoportkört sem élték túl a csehek. Rosicky kiválóan kezdett, az USA-nak két gólt vágott, de ezután Ghána és Olaszország ellen is eltűnt a védekező középpályások szorításában. Nedved visszavonulása után ő kapta meg a válogatott csapatkapitányi karszalagját. A 2008-as labdarúgó-Európa-bajnokságot sérülés miatt hagyta ki, viszont négy év múlva csapatkapitányként a csehek mindhárom mérkőzésén pályára lépett. 2015-ben 100. válogatott fellépését ünnepelhette. Részt vett a 2016-os labdarúgó-Európa-bajnokságon is.

## Sikerei, díjai

### Klub
- Sparta Praha
  - Cseh bajnok: 1998-99, 1999-00
- Borussia Dortmund
  - Német bajnok: 2001-02
  - UEFA-kupa döntős: 2002-03
- Arsenal FC
  - FA-kupa győztes: 2013-14, 2014-15
  - Community Shield győztes: 2014

### Válogatott
- Csehország
  - Labdarúgó-Európa-bajnokság bronzérmes: 2004